# ニューポート郡 (ロードアイランド州)
座標: 北緯41度31分 西経71度16分 / 北緯41.51度 西経71.26度
ニューポート郡（英語: Newport County）は、アメリカ合衆国ロードアイランド州にある郡である。人口は8万5643人（2020年）。郡庁所在地は、ニューポートである。

## 地理
アメリカ合衆国統計局によると、ニューポート郡は総面積812 km2 (314 mi2) である。このうち269 km2 (104 mi2) が陸地で66.83%の543 km2 (210 mi2) が水域となっている。
ニューポート郡はロード島、コナニカット島、Prudence Island、そしてアメリカ本土の東部の一部で構成される。

### 隣接する郡
- ブリストル郡 - 北
- マサチューセッツ州ブリストル郡 - 東
- ワシントン郡 - 西

## 人口動勢
2000年国勢調査で、ニューポート郡は人口85,433人、35,228世帯、及び22,228家族が暮らしている。人口密度は317/km2 (821/mi2) である。147/km2 (380/mi2) の平均的な密度に39,561軒の住宅が建っている。この郡の人種的な構成は白人91.46%、アフリカン・アメリカン3.73%、先住民0.43%、アジア1.23%、太平洋諸島系0.07%、その他の人種1.09%、及び混血1.99%である。この人口の2.82%はヒスパニックまたはラテン系である。
35,228世帯のうち、28.60%が18歳未満の子供と一緒に生活しており、49.90%は夫婦で生活している。10.30%は未婚の女性が世帯主であり、36.90%は家族以外の住人と同居している。29.90%は独身の居住者が住んでおり、10.80%は65歳以上で独居である。1世帯の平均人数は2.35人であり、家庭の場合は、2.95人である。
この郡内の住民は22.50%が18歳未満の未成年、18歳以上24歳以下が8.40%、25歳以上44歳以下が29.90%、45歳以上64歳以下が24.80%、及び65歳以上が14.40%にわたっている。中央値年齢は39歳である。女性100人ごとに対して男性は94.60人である。18歳以上の女性100人ごとに対して男性は91.40人である。
この郡の世帯ごとの平均的な収入は50,448米ドルであり、家族ごとの平均的な収入は60,610米ドルである。男性は41,630米ドルに対して女性は29,241米ドルの平均的な収入がある。この郡の一人当たりの収入 (per capita income) は26,779米ドルである。18歳未満の9.00%並びに65歳以上の6.70%を含む、家族の約5.40%及び人口の7.10%は貧困線以下である。

## 市町村
- ニューポート（郡庁所在地）
- ジェームズタウン
- リトルコンプトン
- ミドルタウン
- ポーツマス
  - メルビル（Melville）- 村
- ティバートン

*村は国勢調査区分だが、町に属している。